# Mömlingen
Mömlingen ist eine Gemeinde im unterfränkischen Landkreis Miltenberg.

## Geografie

### Geografische Lage
Mömlingen, mit der Eigenbezeichnung „Tor zum Odenwald“, liegt von bewaldeten Höhen des nördlichen Odenwaldes umrahmt an der bayerisch-hessischen Landesgrenze im reizvollen Mümlingtal. Außer dem Pfarrdorf Mömlingen gibt es keine weiteren Gemeindeteile. An Mömlingen grenzen im Norden der bayerische Landkreis Aschaffenburg und im Westen die beiden hessischen Landkreise Darmstadt-Dieburg und Odenwaldkreis. Der topographisch höchste Punkt der Gemeindegemarkung befindet sich mit 306 m ü. NHN am Gipfel des Buchberges, der niedrigste liegt an der Mömling, südlich des Ortes, auf 129 m ü. NHN.

### Nachbargemeinden
| Gemeinde Schaafheim | Markt Großostheim                           | Gemeinde Niedernberg    |
| Stadt Groß-Umstadt  | Kompassrose, die auf Nachbargemeinden zeigt | Gemeinde Großwallstadt  |
| Stadt Breuberg      |                                             | Stadt Obernburg am Main |

## Name

### Etymologie
Wovon sich der Name Mömlingen tatsächlich ableitet, ist nicht genau bekannt. Es bestehen drei mögliche Theorien:
- Der Ortsname leitet sich vom Fluss Mümling ab,[4] an dem das Dorf liegt. Der Name Mümling gehört zur „alteuropäischen Hydronymie“, die historisch über die Grenzen der einzelnen indoeuropäischen Sprachfamilien hinausreicht; er ist wohl als Parallele zum Flussnamen Memel zu werten.

- Dem Siedlungsnamen liegt der alte Personenname Mimino zugrunde, der durch ein Zugehörigkeitssuffix -ing abgeleitet wurde. Der Flussname leitet sich vom Ortsnamen ab und wurde mit dem althochdeutschen Wort aha, für Wasser, abgeleitet.[4]

- Orts- und Flussname entstanden anfangs parallel und unabhängig voneinander. Später wurden dann Namensteile des jeweiligen angepasst.

### Frühere Schreibweisen
Frühere Schreibweisen des Ortes aus diversen historischen Karten und Urkunden:
| - 0802 Miminingen - 1113 Miniminga - 1128 Mimmilingun - 1245 Mimelingen - 1249 Mimillingen - 1267 Mimelingen - 1321 Mymmelingen | - 1338 Mimlingen - 1360 Mumelingen - 1367 Mümling - 1403 Momelingen - 1406 Mymelingen - 1422 Momlingen | - 1490 Mömlingen - 1622 Mömblingen - 1736 Mimlingen - 1805 Mümling - 1832 Mömling - 1867 Mömlingen |

## Geschichte

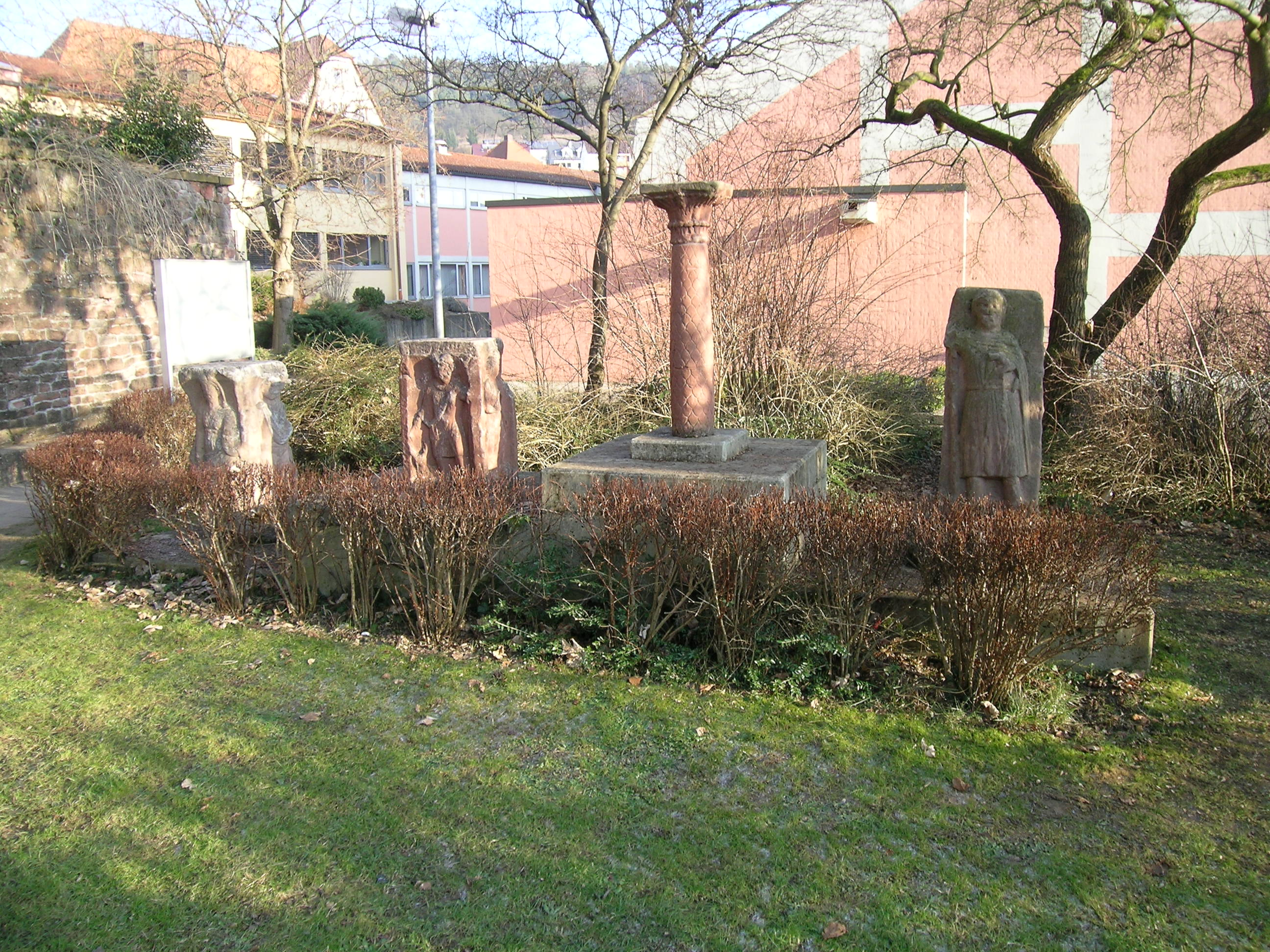
Römische Göttersteine unterhalb der Pfarrkirche St. Martin

### Kelten und Römer
Von einer Besiedlung in prähistorischen Epochen zeugen zahlreiche Hügelgräber und Einzelfunde, von denen mehrere bis in die Steinzeit zurückreichen. Aus der Römerzeit stammen Teile so genannter Jupitergigantensäulen und weitere Göttersteine. Sie verweisen zusammen mit zahlreichen Spuren römischer Landhäuser (villae rusticae) auf den Höhen rings um Mömlingen auf die Ausdehnung des einstigen römischen Weltreiches, das wenige Kilometer weiter östlich vom Nassen Limes, dem Main, begrenzt war.

### Fränkische Besiedelung
Eine frühe fränkische Besiedelung des heutigen Ortskernes ab dem 6. Jahrhundert ist durch ein umfangreiches Reihengräberfeld nachgewiesen, das von Archäologen westlich des Dorfes freigelegt wurde. Neben zahlreichen Gräbern mit fehlenden oder kärglichen Beigaben entdeckte man Grabstätten mit außergewöhnlich reicher Ausstattung (darunter eine Mainzer Goldmünze und Reste von Seide), was auf eine „hochadelige“ Oberschicht unter den Dorfbewohnern schließen lässt. Diese lenkte wohl in königlichem Auftrag die fränkische Landnahme in diesem Raum.

### Erste urkundliche Erwähnung
Die Siedlung selbst begegnet erstmals als Miminingen in einer Urkunde des Reichsklosters Fulda, die zwischen 802 und 817 (Amtszeit des fuldischen Abtes Ratgar) ausgefertigt worden ist. Dies ist im Vergleich zu vielen Nachbargemeinden eine sehr frühe urkundliche Erstnennung. In die frühfränkische Zeit ist auch die Entstehung der ersten Kirche in Mömlingen zu datieren. Dafür spricht das als typisch fränkisch geltende Martinspatrozinium der alten Pfarrkirche.

### Kirche und Adel – Mainz und Breuberg
Aus der Zeit des Mittelalters weiß man von zahlreichen kirchlichen Institutionen und Angehörigen des höheren und niederen Adels, die über Grundbesitz in der Gemarkung verfügten, Abgaben bezogen und sonstige Rechte besaßen. 1024 schenkte Kaiser Heinrich II. die Grafschaft Stockstadt, zu der Mömlingen zählte, der Reichsabtei Fulda. 1278 kam der Ort mit der Grafschaft Bachgau an das Erzstift Mainz. Der Umstand, dass Mömlingen politisch (bis 1803) zur kurmainzischen Zent Bachgau gehörte, während die Dorfgerichtsbarkeit, umfangreicher Grundbesitz und weitere althergebrachte Ansprüche den Herren der nahen Burg Breuberg mit der Herrschaft Breuberg zustanden, führte zu ständigen Auseinandersetzungen zwischen den Territorialmächten Mainz und Breuberg.

### Herren von Mimling – Hans Memling
Im späteren Mittelalter tauchen Mitglieder einer wahrscheinlich niederadeligen Familie „von Mimling“ (und ähnlich geschrieben) in den Urkunden auf, meist als Geistliche und Zentgrafen. Seitens der historischen Forschung besteht kein Zweifel, dass auch die Vorfahren des berühmten, um 1435 in Seligenstadt geborenen Malers Hans Memling aus Mömlingen stammen. Seine Werke sind heute in den berühmtesten Gemäldegalerien der Welt zu finden.

### Hausen hinter der Sonne
(Lage: 49° 50′ 32″ N, 9° 3′ 54″ O)

Im Süden von Mömlingen, am Nordhang des „Buchberges“, stand einst das dem Domstift Bamberg gehörende Dorf „Hausen hinter der Sonne“. Bereits die gewaltige landesweite Pestwelle von 1348 dürfte die Einwohnerschaft des Ortes nachhaltig dezimiert haben. Wahrscheinlich bedingt durch Kriegseinwirkungen, zogen im frühen 16. Jahrhundert letzte Bewohner der kleinen Nachbarortschaft nach Mömlingen. Die Mömlinger Gemarkung erfuhr dadurch eine wesentliche Vergrößerung. Auch das benachbarte Hainstadt profitierte gebietsmäßig vom Wüstwerden des Dörfchens. Die Ortschaft sollte nicht verwechselt werden mit Hausen bei Obertshausen, das ebenfalls Hausen hinter der Sonne genannt wurde, um es vom westlich bei Hofheim am Taunus gelegenen Weiler Hausen vor der Sonne zu unterscheiden.

### Folgen des Dreißigjährigen Krieges

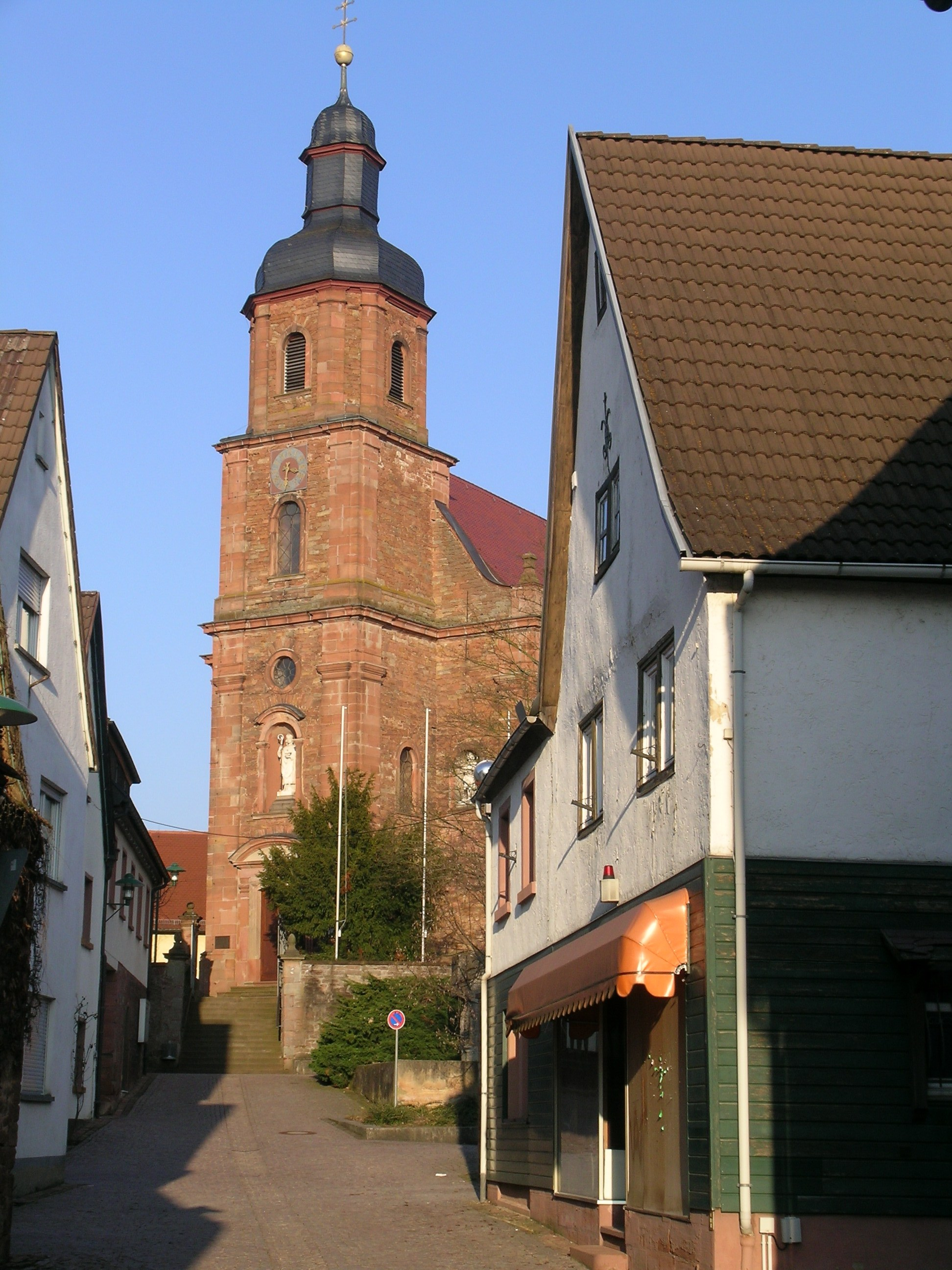
Pfarrkirche St. Martin

Einzelheiten über die Größe der Ortschaft Mömlingen im ausgehenden Mittelalter können einem Zinsregister von 1426 entnommen werden. Zu dieser Zeit bezogen die Grafen von Wertheim als Besitzer der Herrschaft Breuberg Abgaben von 62 Hofstätten; Mömlingen war somit eine recht stattliche Ansiedlung. Gravierende Auswirkungen auf die Entwicklung Mömlingens brachte der Dreißigjährige Krieg (1618–1648). Pest, Plünderung und Brandschatzung setzten der Bevölkerung hart zu, so dass 1650 nur noch wenige Überlebende verzeichnet sind. Viele alteingesessene Familien hat dieser schreckliche Krieg hinweggerafft. Bald nach Kriegsende begegnen wir einer Vielzahl neuer Namen in den Archivalien. Vor allem aus Südtirol, Frankreich und den Niederlanden kamen Einwanderer. Der Dreißigjährige Krieg hat auch die Errichtung einer neuen Ortskirche verhindert; es kam nur zum Bau eines Glockenturmes. Erst 1774/1777 konnten die Mömlinger ihren Plan verwirklichen. Die im Barockstil erbaute alte Pfarrkirche gilt heute als das Wahrzeichen der Gemeinde.

### Mömlingen kommt zu Bayern
Mit Beginn des 19. Jahrhunderts ging eine über 600 Jahre währende Epoche zu Ende, in der Mömlingen politisch zum Kurfürstentum Mainz gehörte. Mit dem Reichsdeputationshauptschluss  1803 wurde Kurmainz säkularisiert. Dadurch kam Mömlingen aus dem Vizedomamt Aschaffenburg zum neu errichteten Fürstentum Aschaffenburg, mit diesem 1810 an das kurzlebige Großherzogtum Frankfurt und schließlich am 26. Juni 1814 an Bayern, wo es auf dem Verwaltungsgebiet des Landgerichtes Obernburg lag.
1862 wurde aus dem Landgericht Obernburg das Bezirksamt Obernburg gebildet. Wie überall im Deutschen Reich wurde 1939 die Bezeichnung Landkreis eingeführt. Mömlingen war nun eine der 35 Gemeinden im Landkreis Obernburg am Main. Mit Auflösung des Landkreises Obernburg kam Mömlingen 1972 in den neu gebildeten Landkreis Miltenberg.
Heute präsentiert sich die in der Nachkriegszeit baulich stark vergrößerte Gemeinde Mömlingen als Kleinzentrum, das über eine bunte Palette gemeinnütziger Einrichtungen verfügt und dessen landschaftlich reizvolle Lage von vielen Besuchern geschätzt wird.

### Einwohnerentwicklung
Im Zeitraum 1988 bis 2018 stieg die Einwohnerzahl von 4580 auf 4897 um 317 Einwohner bzw. um 6,9 %. 2005 hatte die Gemeinde 5096 Einwohner. (Quelle: BayLfStat)

## Politik

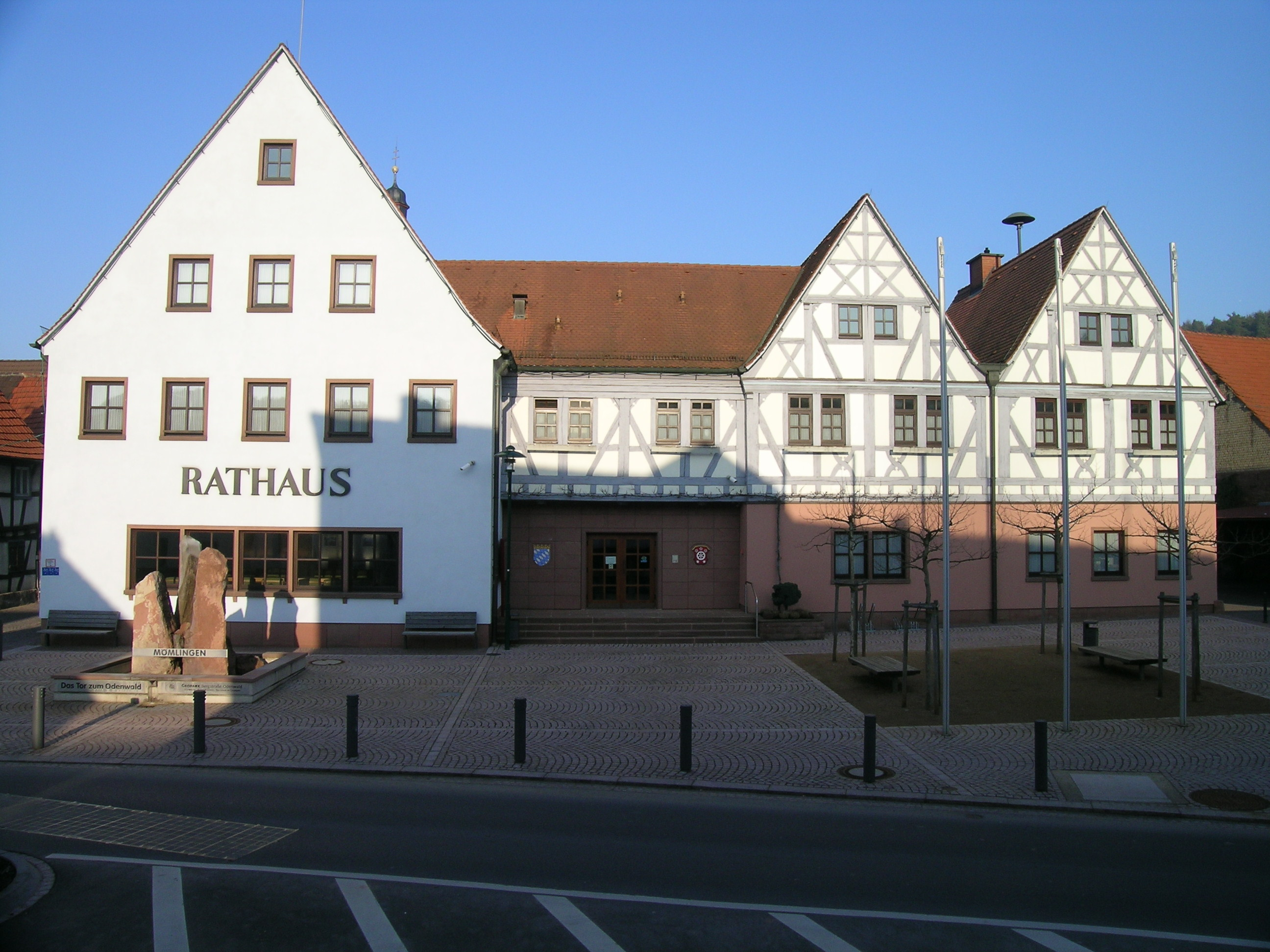
Rathaus in Mömlingen

### Gemeinderat
Der Gemeinderat hat 16 Mitglieder.
- FWG: 7
- CSU: 9

(Stand: Kommunalwahl am 15. März 2020)

### Bürgermeister
Seit 1. Mai 2008 ist Siegfried Scholtka (CSU) Erster Bürgermeister; dieser wurde zuletzt am 15. März 2020 mit 92,8 Prozent der Stimmen für weitere sechs Jahre gewählt.

### Gemeindepartnerschaften

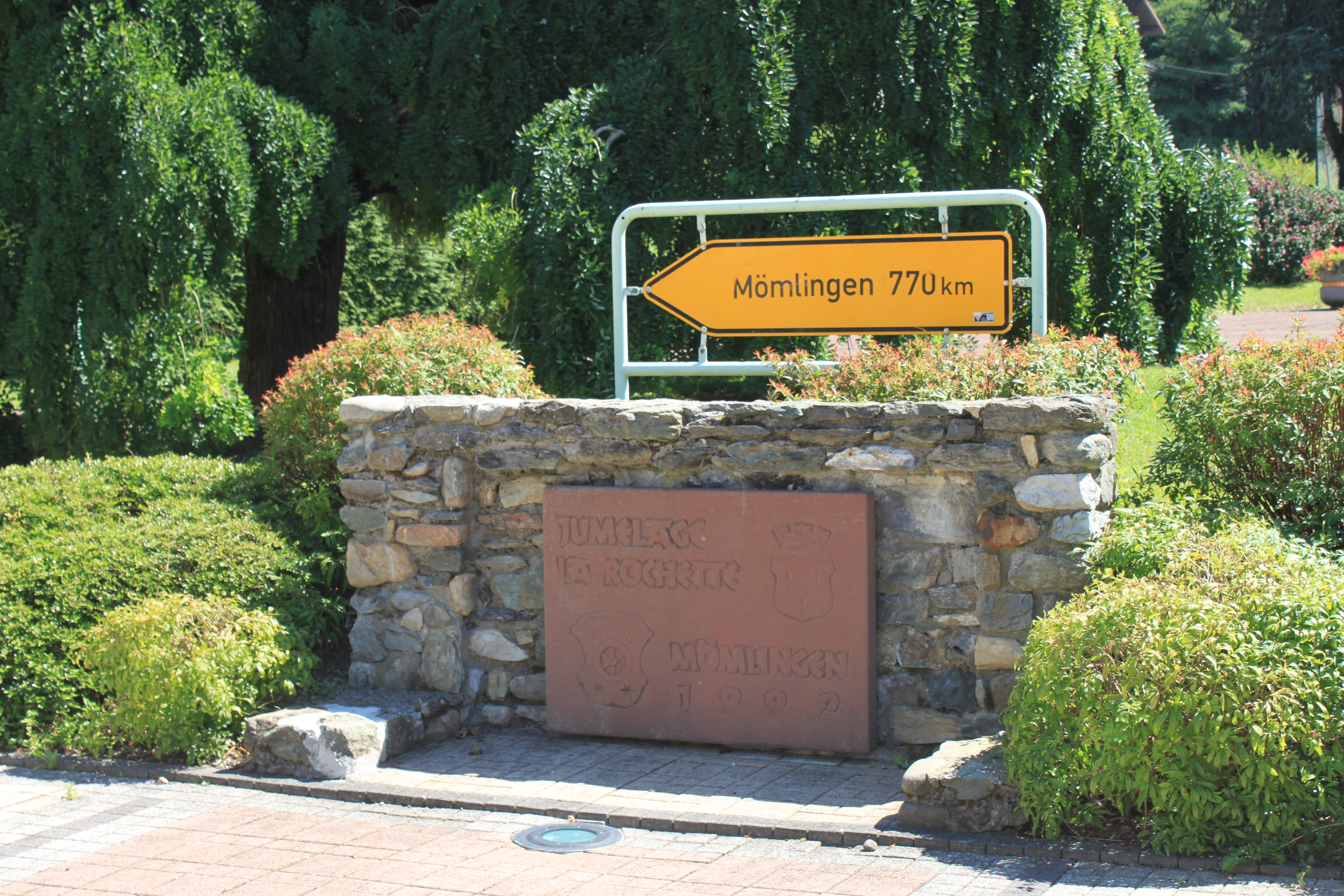
Ein Schild zeigt die Entfernung und die Richtung nach Mömlingen in La Rochette

Seit 1992 besteht eine Partnerschaft mit der Gemeinde La Rochette in Frankreich.

## Wappen
| Wappen von Mömlingen | Blasonierung: „In Rot ein sechsspeichiges silbernes Rad, begleitet oben von drei halbkreisförmig angeordneten silbernen heraldischen Rosen mit goldenen Butzen, unten von zwei sechsstrahligen silbernen Sternen.“ |
| Wappen von Mömlingen | Wappenführung seit 1955. |

## Baudenkmäler

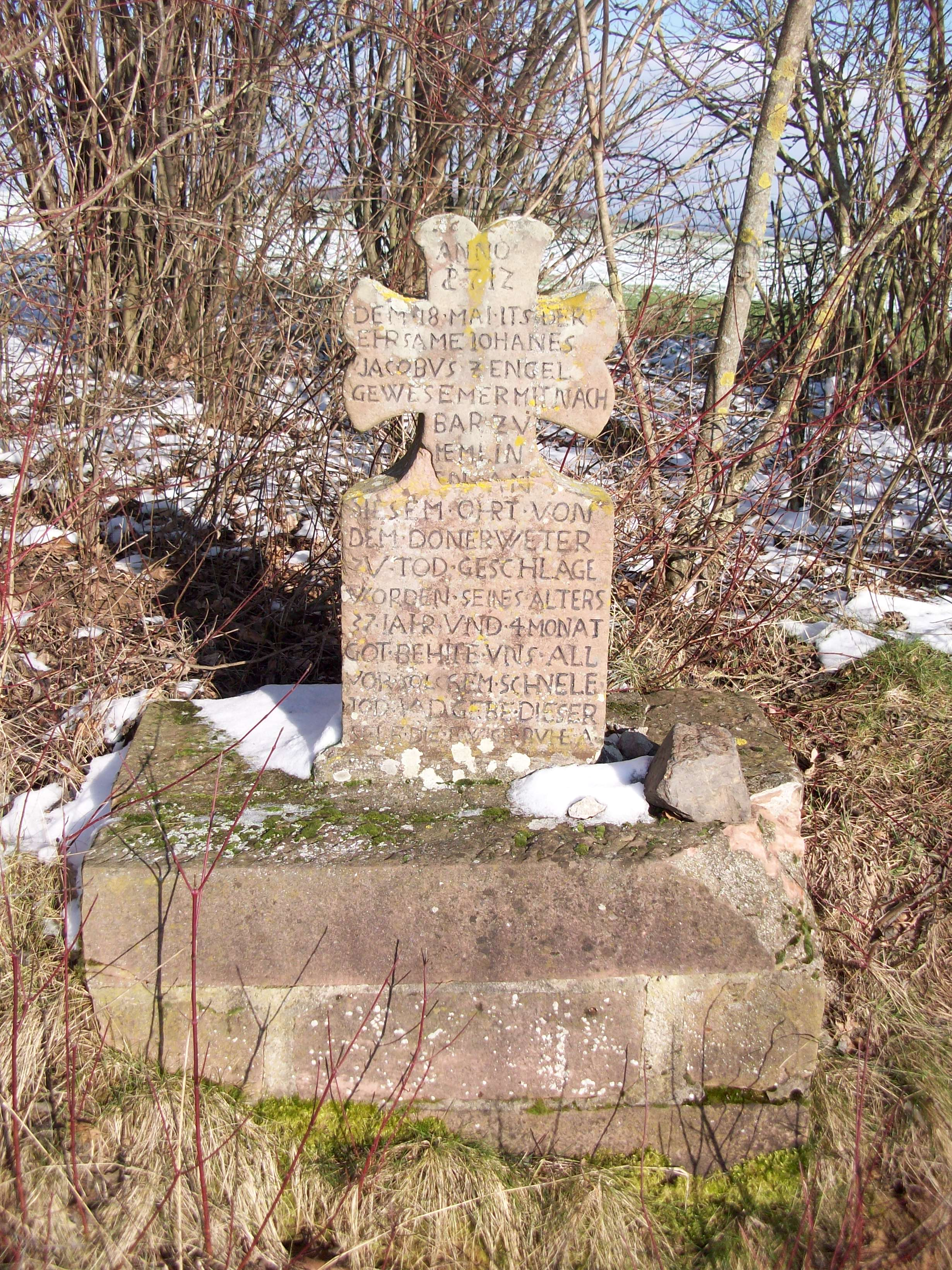
Steinkreuz zum Tod des Johanes Jakobus Zengel am 18. Mai 1712 östlich des Ortes an einer Weggabelung nördlich der Quelle des Teufelslochs

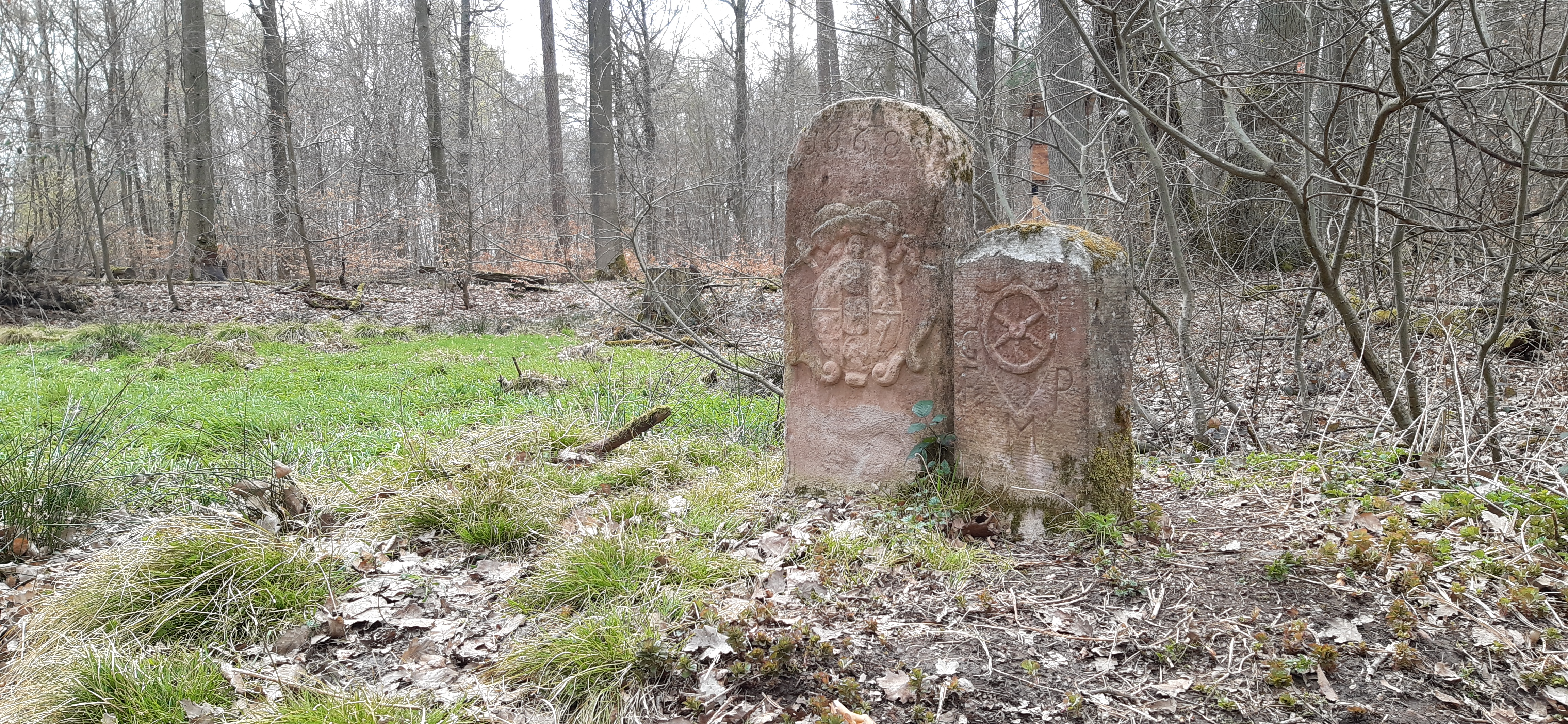
Die Grenzsteine Hoher Stein an der heutigen Landesgrenze zwischen Bayern und Hessen auf dem Grenzberg an der Gemarkungsgrenze zu Wald-Amorbach und Hainstadt am ursprünglichen mittelalterlichen Grenzdreieck von Kurmainz, der Herrschaft Breuberg und des Kondominats Umstadt. Blick nach Süden Richtung Mümlingtal.

- Pfarrkirche St. Martin, eine Barockkirche, erbaut in den Jahren 1774 bis 1777

## Regelmäßige Veranstaltungen
- April: Frühlingsmarkt
- November: Adventsmarkt

## Verkehr
Mömlingen war durch die Bahnstrecke Aschaffenburg–Höchst (Odenwald) mit dem Haltepunkt Mömlingen Ort und dem Bahnhof Mömlingen an den SPNV angebunden.
Seit Stilllegung der Strecke sind die nächstgelegenen Bahnhöfe Höchst (Odenw) an der Odenwaldbahn und Obernburg-Elsenfeld an der Bahnstrecke Aschaffenburg–Miltenberg.

## Solarpark
Im Oktober 2024 ging auf der Lichten Platte ein Solarpark mit einer Leistung von ca. 22,4 MW in Betrieb. Die Anlage soll pro Jahr ca. 22 Mio. kWh Strom liefern. Investoren waren u. a. Main-Spessart-Solar und die Mömlinger Energiegenossenschaft Bürgerenergie Mömlingen eG, die ein Viertel der Baukosten von 16 Mio. Euro trug. Pro Jahr soll der Solarpark ca. 8360 Tonnen klimaschädliches Kohlenstoffdioxid einsparen und 150.000 Euro zur Wertschöpfung in Mömlingen beitragen. Neben der Stromerzeugung fand auch eine ökologische Aufwertung statt. Eine Blühmischung aus Wildpflanzen soll für mehr Biodiversität sorgen, außerdem soll die Fläche mit Schafen beweidet werden. Auch Bienenvölker sollen perspektivisch aufgestellt werden. Im Zaun, der so gestaltet wurde, dass Kleintiere unter ihm hindurchkriechen können, wurden darüber hinaus in Abstimmung mit der Jägerschaft mehrere Wildschlupftore eingebaut.

## Kurioses
Die Mömlinger machten die Stampfkartoffel zu einer Delikatesse. Nicht nur als Beilage zu Sauerkraut, sondern auch in Öl herausgebacken mit einer knusprigen Kruste. Andernorts nannte man sie auch „Gänssteppel“, weil sie die Form der Stopfwürste in der heute verbotenen Gänsemast hatten. Die Bewohner schwärmten derart von ihrem „Stampes“, dass ihnen dies als Ortsneckname blieb.

## Persönlichkeiten
- Hans Memling (1433/1440–1494), Maler
- Ludwig Ritter (1935–2021), in Mömlingen geborener Politiker (CSU), Mitglied des Bayerischen Landtags
- Drafi Deutscher (1946–2006), Sänger, wohnte in den letzten Jahren seines Lebens in Mömlingen
- Hans Dieter Klein (* 1951), Fotograf und Science-Fiction-Autor, in Mömlingen aufgewachsen
- Dirk Hartmann (* 1964), Psychologe, Philosoph und Hochschullehrer